# Шоптыколь (Павлодарская область)
Шоптыколь (каз. Шөптікөл) — село в Баянаульском районе Павлодарской области, центр одноимённого поселкового округа. Расположен в 60 км к северу от Баянаула и в 160 км к юго-западу от Павлодара. Расстояние до ближайшей железнодорожной станции Ушкулун — 48 км. В 5 км от населённого пункта проходит автомобильное шоссе Павлодар—Баянаул.

## История
Назван по озеру Шоптыколь — «травянистое (луговое) озеро».
С 1932 года село было центром угледобычи для комбината «Майкаинзолото» в составе Майкубенского месторождения. В 1940—1950-е годы в 5 км от Шоптыколя строилась центральная электростанция по плану ГОЭЛРО, но в связи с пуском Экибастузской ТЭЦ в 1957 году стройка была прекращена.
30 августа 1957 года получил статус рабочего посёлка. В 2012 году преобразован в село.

## Население
В 1985 году в селе жили 900 человек, в 1999 году население села составляло 982 человека (475 мужчин и 507 женщин). По данным переписи 2009 года, в селе проживало 187 человек (96 мужчин и 91 женщина).